# Condado de Hudspeth
O condado de Hudspeth é um dos 254 condados do estado norte-americano do Texas. A sede do condado é Sierra Blanca, e sua maior cidade é Sierra Blanca.
O condado possui uma área de 11 841 km² (dos quais 2 km² estão cobertos por água), uma população de 3 344 habitantes, e uma densidade populacional de 0,3 hab/km² (segundo o censo nacional de 2000).
O condado foi criado em 1917.